# Народна галерија Словеније
Народна галерија Словеније (словен. Narodna galerija) је национална уметничка галерија Словеније. Налази се у главном граду Љубљани. Основана је 1918. године, након распада Аустроугарске и успостављања Државе Словенаца, Хрвата и Срба. Првобитно се налазила у љубљанској палати Кресија, али је 1925. пресељен на садашњу локацију.

## Зграда
Садашња зграда подигнута је 1896. године, у време управе градоначелника Ивана Хрибара, чија је амбиција била да се Љубљана претвори у репрезентативну престоницу свих словенских земаља. Пројектовао га је чешки архитекта Франтишек Шкаброут и прво је коришћен као словеначки културни центар (Народни дом) као централно седиште разних културних друштава од националног значаја. Зграда се налази у близини парка Тиволи и потпуно је реновирана 2013-2016.
Почетком 1990-их, доградњу главне зграде изградио је словеначки архитекта Едвард Равникар. Године 2001. изграђена је велика галерија од провидног стакла, коју је пројектовао архитектонски биро Садар + Вуга, која спаја два крила зграде.
У галерији се налази стална уметничка збирка која покрива период од средњег века до раног 20. века. Оригинал барокне Робаве фонтане може се видети и у централној стакленој галерији зграде, где је премештена после обимне рестаурације 2008. године.

## Галерија
- Непознати аутор: Влад III Цепеш као Пилат који суди Исусу (15. век)
- Пјетро Либери - Античка сцена (17. век)
- Јожеф Томинц - Аутопортрет (1830-е)
- Павел Кунл - Рибљи трг у Љубљани („Рибји трг“), 1847
- Јуриј Шубић - Пре лова („Pred lovom“; 19. век)
- Ивана Кобилца - Пијачица кафе („Kofetarica“), 19. век
- Иван Грохар - Сејач, 1907
- Пиета (1470-те)
- Влахо Буковац - Андромеда, 1885-1890